# Ceroplastes toddaliae
Ceroplastes toddaliae är en insektsart som beskrevs av Hall 1931. Ceroplastes toddaliae ingår i släktet Ceroplastes och familjen skålsköldlöss. Inga underarter finns listade i Catalogue of Life.